# السيخية في العراق
بلغ العدد الكلي لمعتنقي السيخية في العراق ما يقارب 0.02%
واغلبهم يقنطون في العاصمة بغداد،العراق. يتحدثون اللغه العربية والهندية
والبنجابية و الأردية.
تتمتع السيخية بحضور تاريخي مميز ويعود ذلك الى الرحلات التي اقامها جورو ناناك في جميع أنحاء المنطقة، والجنود السيخ المتمركزين في العراق أثناء الحرب العالمية الأولى والحرب العالمية الثانية . 
ويقدر أن هناك 8045 من السيخ يعيشون حاليًا في العراق/بغداد، ويشكلون 0.02% من العدد الكلي لسكان العراق 

## رحلة جورو ناناك

ضريح بابا ناناك في العراق

سافر جورو ناناك مسافات شاسعة في أربع رحلات رئيسية مع منشده الشعبي المسلم ، بهاي مردانا . وخلال رحلته الغربية، سافر عبر العالم الإسلامي، وفي مرحلة اثناء سفرهِ أقام خارج بغداد . ووفقًا للمصادر التاريخية، أجرى حوارًا مع الشيخ بهلول دانا، وهو ولي صوفي . واثناء هذه الفترة ، بُني ضريح لجورو ناناك بجوار قبر بهلول دانا.  وفي الفوضى التي أعقبت غزو العراق عام 2003، جرد اللصوص أو المخربون النصب التذكاري من النصوص الدينية واللوحة التذكارية التي تُخلّد ذكرى اللقاء. 
داخل العراق ، سافر جورو ناناك أيضًا إلى مدينة الكوفة وفقًا لمذكرات تاج الدين (مذكرات كتبها أحد رفاق جورو ناناك)، حيث مكث لمدة 3 أشهر وبضعة أيام. خلال هذا الوقت، طور جماعة كبيرة داخل المدينة، مما أثار استياء باشا حالي ( القاضي الأكبر)، وأصدر فتوى في خطبته ضد جورو ناناك. ثم تصالح لاحقًا على فراش موت القاضي بعد بضع ليالٍ، حيث احتضن جورو ناناك القاضي قبل وفاته بعد لحظات قليلة. أثناء إقامته، بنى زوجان يُعرفان باسم سليمة ويحيى نصبًا تذكاريًا يُعرف باسم ولي هند هناك، حيث يمكن العثور على نسخة من كتاب صلاة جابوجي صاحب الذي قدمه جورو ناناك. وتشير التقديرات إلى أن ما يقرب من 15٪ من الناس يحتفظون بشعر طويل ويعبدون في ولي هند وفقًا للسيد بريتيبال سينغ. 
لا يزال النصب قائمًا، لكن حالة البناء متهالكة. يُطلق عليه سكان المنطقة المجاورة اسم " ضريح بابا ناناك" ، وهو قريب من المثنى قرب بغداد. يُعرف جورو ناناك تقليديًا محليًا باسم "ناناك بير" في العراق.  

## حروب عالمية
خلال الحربين العالميتين، تمركز جنود سيخ في الجيش البريطاني في العراق. وخلال الحرب العالمية الأولى، أعاد النقيب السيخي الدكتور كيربال سينغ اكتشاف ضريح جورو ناناك بعد أن ظلّ طيّ النسيان لقرون عدة . وفي أوائل ثلاثينيات القرن العشرين، قام جنود سيخ بالقيام بتعديلات على الضريح، واستمرت صيانته طوال فتره الحرب العالمية الثانية. 

## روابط خارجية
- A 1969 article from "The Sikh Review" detailing the discovery of the monument to Guru Nanak in Baghdad

[usurped]